# Panevropská cyklostezka
Panevropská cyklostezka je cyklostezka spojující Českou republiku, Německo a Francii. Trasa vede z Prahy přes Plzeň, Eslarn, Norimberk, Heidelberg, Štrasburk, Nancy, Chálons-en-Champagne do Paříže a je 1570 km dlouhá.
Předchůdcem této trasy byla středověká obchodní Zlatá cesta.
Celý projekt začal v roce 2001, kdy byla zrušená železniční trať mezi německým okresem Neustadt an der Waldnaab, který se nachází u hranic s Českou republikou, a Plzeňským krajem přestavěna, s pomocí prostředků Evropské unie, na cyklostezku.
Nadnárodní cyklostezka se postupně začala rozrůstat a do projektu se zapojila i Francie.
Panevropská cyklostezka byla oficiálně otevřena 12. dubna 2008.